# 요시카와 아이
요시카와 아이(일본어: 吉川 愛, 1999년 10월 28일 ~ )는 일본의 배우이다.

## 출연 작품
- 사쿠란 (2007)
- 쿠로사기 (2008)
- 비밀의 아코짱 (2012)
- 룸메이트 (2013)
- 무지개빛 데이즈 (2018)
- 12명의 죽고 싶은 아이들 (2019)